# Savoia-Marchetti S.58
Il Savoia-Marchetti S.58 fu un idrocaccia a scafo centrale, monomotore con configurazione alare biplana realizzato dall'azienda aeronautica italiana Savoia-Marchetti negli anni venti e rimasto allo stadio di prototipo.
Destinato a sostituire il Macchi M.7ter, dopo essere stato valutato dalla Regia Marina gli venne preferito il Macchi M.26 ed il progetto venne abbandonato.

## Storia del progetto
Nel 1924 la Regia Marina emise una specifica per la fornitura di un nuovo idrovolante da caccia per sostituire il Macchi M.7ter in servizio fin dalle ultime fasi della prima guerra mondiale. Alla richiesta risposero solo due aziende aeronautiche, l'Aeronautica Macchi, che propose il suo M.26, e la Savoia-Marchetti, che presentò un progetto che si basava sull'esperienza acquisita con l'idrocorsa S.51 e designato S.58.
Il nuovo modello conservava l'aspetto della produzione SIAI ed aveva delle similitudini con l'idroricognitore biposto S.57. Le differenze consistevano nell'adozione di un solo abitacolo contro i due dell'S.57, nell'affinamento aerodinamico generale e nella configurazione alare, sempre biplana ma nel nuovo S.58 in configurazione sesquiplana, con l'ala inferiore dalle dimensioni ridotte, sia in corda che nell'apertura, mentre la superiore rimaneva sostanzialmente identica. Benché la velatura fosse a scalamento positivo, ovvero che l'ala inferiore fosse spostata verso coda, con l'inferiore spostata verso coda, i bordi d'uscita risultavano in linea.
Il prototipo, costruito presso gli stabilimenti di Sesto Calende, venne portato in volo per la prima volta nell'estate 1924 dal pilota collaudatore Adriano Bacula che confermò la bontà del progetto riuscendo anche a stabilire durante le prove di volo, il 25 agosto dello stesso anno, l'allora primato mondiale di altitudine per idrovolanti con 250 kg di carico raggiungendo la quota di 5 831 m.

## Tecnica
L'S.58 era un idrovolante a scafo centrale dall'aspetto convenzionale, monoposto biplano a scafo centrale, monomotore in configurazione spingente.
Lo scafo presentava un unico abitacolo aperto destinato al pilota protetto da un parabrezza. Posteriormente terminava in un impennaggio monoderiva con piani orizzontali controventati.
La configurazione alare era biplano-sesquiplana, con ala inferiore di minori dimensioni della superiore, collegate tra loro da una coppia di montanti obliqui per lato integrati da tiranti in cavetto d'acciaio. L'ala inferiore, montata ala sullo scafo, era caratterizzata da un angolo diedro positivo al contrario della superiore, montata alta a parasole, quest'ultima collegata allo scafo tramite un castello tubolare che integrava anche la gondola motore.
La propulsione era garantita da un motore posizionato in configurazione spingente, differente nelle tre versioni realizzate, tutti collegati ad un'elica bipala in legno a passo fisso.

## Versioni
S.58
primo prototipo realizzato, equipaggiato con un motore Hispano-Suiza HS 42 da 296 bhp (221 kW).
S.58bis
seconda versione realizzata, equipaggiato con un motore Fiat A.20 da 420 CV (309 kW).
S.58ter
versione finale, leggera evoluzione dell'S.58bis.

### Pubblicazioni
- (EN) The Savoia S.52 and S.58 Battle 'Planes (PDF), in Flight, No. 865. (No. 30, Vol. XVII.), 23 luglio 1925,  pp. 463-465. URL consultato il 29 giugno 2010.